# Балетмейстер
Балетмейстер (нім. Ballettmeister — «постановник балету») — автор і постановник шоу-балетів, танців, хореографічних номерів, танцювальних сцен в опері та опереті, керівник балетної трупи.
Балетмейстер влаштовує хореографічні сцени, танці, створює систему рухів у просторі сцени або танцювального майданчика, обирає грим і костюми персонажів, декорації та освітлення. Головна мета — танцювальне шоу має являти собою гармонійне ціле. Заключним етапом роботи є показ вистави в присутності глядачів або зйомка, якщо робота відбувається в кіно або на телебаченні.